# Alex Day
Alex Day (повне ім'я Alex Richard George Day) — британський музикант та співак, учасник гуртів «Chameleon Circuit» та «Sons of Admirals».
Перші пісні почав записувати 2006 року у співпраці з Чарлі Магдоннелом, що також є учасником «Chameleon Circuit». Жанр музиканта є сумішю павер-попу, фолку та пост-панк revival, що супроводжуються грою на синтезаторі та клавішних інструментах.
У творчому доробку 5 альбомів, 11 синглів (серед яких «Forever Yours», «Lady Godiva» та «Stupid Stupid» потрапили до UK Singles Chart) та 11 відеокліпів.

## Дискографія

### Альбоми
- Parrot Stories (2009)
- 117% Complete (2010)
- The World Is Mine (I Don't Know Anything) (2010)
- Soup Sessions: Acoustic (2010)
- Epigrams and Interludes (2013)

### Сингли
| Рік  | Назва                                  |
| ---- | -------------------------------------- |
| 2010 | «The Time Of Your Life»                |
| 2010 | «Here Comes My Baby»                   |
| 2011 | «Across The Sea»                       |
| 2011 | «Forever Yours»                        |
| 2011 | «Jack & Coke»                          |
| 2012 | «Lady Godiva»                          |
| 2012 | «Good Morning Sunshine»                |
| 2012 | «She Walks Right Through Me»           |
| 2012 | «This Kiss» (ft. Carrie Hope Fletcher) |
| 2012 | «Stupid Stupid»                        |
| 2013 | «I've Got What It Takes»               |

## Відеокліпи
| Рік  | Відео                            | Режисер                     |
| ---- | -------------------------------- | --------------------------- |
| 2009 | «Holding On»                     | Alex Day                    |
| 2009 | «Don't Look Back»                | Alex Day                    |
| 2010 | «Pokémon, What Happened To You?» | Charlie McDonnell           |
| 2010 | «The Time Of Your Life»          | Charlie McDonnell           |
| 2011 | «Forever Yours»                  | Charlie McDonnell           |
| 2012 | «Lady Godiva»                    | Alex Day                    |
| 2012 | «This Kiss»                      | Alex Day                    |
| 2012 | «Good Morning Sunshine»          | Alex Day                    |
| 2012 | «She Walks Right Through Me»     | Alex Day                    |
| 2012 | «Stupid Stupid»                  | Ciaran O'Brien              |
| 2013 | «I've Got What It Takes»         | Alex Day and Ciaran O'Brien |